# 小菅宇三治
小菅 宇三治（こすが うさじ、1922年6月25日 - 没年不明）は、日本の経営者。プリマハム社長を務めた。小菅宇一郎の長男

## 来歴・人物
兵庫県出身。1946年に大阪商科大学を卒業し、同年に伊藤忠商事に入社。1974年に取締役に就任し、1977年に常務を経て、1982年6月にプリマハム社長に就任。1990年6月に会長に就任し、1992年6月に取締役相談役を経て、1993年6月から2002年3月までに相談役を務めた。